# Noyal
 Noyal  (en bretón Noual-Pentevr) es una población y comuna francesa, situada en la región de Bretaña, departamento de Côtes-d'Armor, en el distrito de Saint-Brieuc y cantón de Lamballe.

## Demografía
| 443 | 463 | 508 | 616 | 754 | 770 |
| Para los censos de 1962 a 1999 la población legal corresponde a la población sin duplicidades (Fuente: INSEE [Consultar]) |     |     |     |     |     |

## Lugares de interés
- Castillo de La Roche-Goyon